# Gaid
Der Weiler Gaid ist eine Bergfraktion der Südtiroler Gemeinde Eppan im Überetsch. Gaid liegt im äußersten Norden des Gemeindegebiets in Mittelgebirgslage auf rund 810–1000 m, hoch über der Sohle des Etschtals und unter den westseitig aufragenden Steilhängen des Mendelkamms. Südlich grenzt Gaid an die Eppaner Fraktion Perdonig, nördlich an Sirmian bzw. die Nachbargemeinde Nals, ostseitig unterhalb im Talboden befindet sich Andrian.

## Geschichte

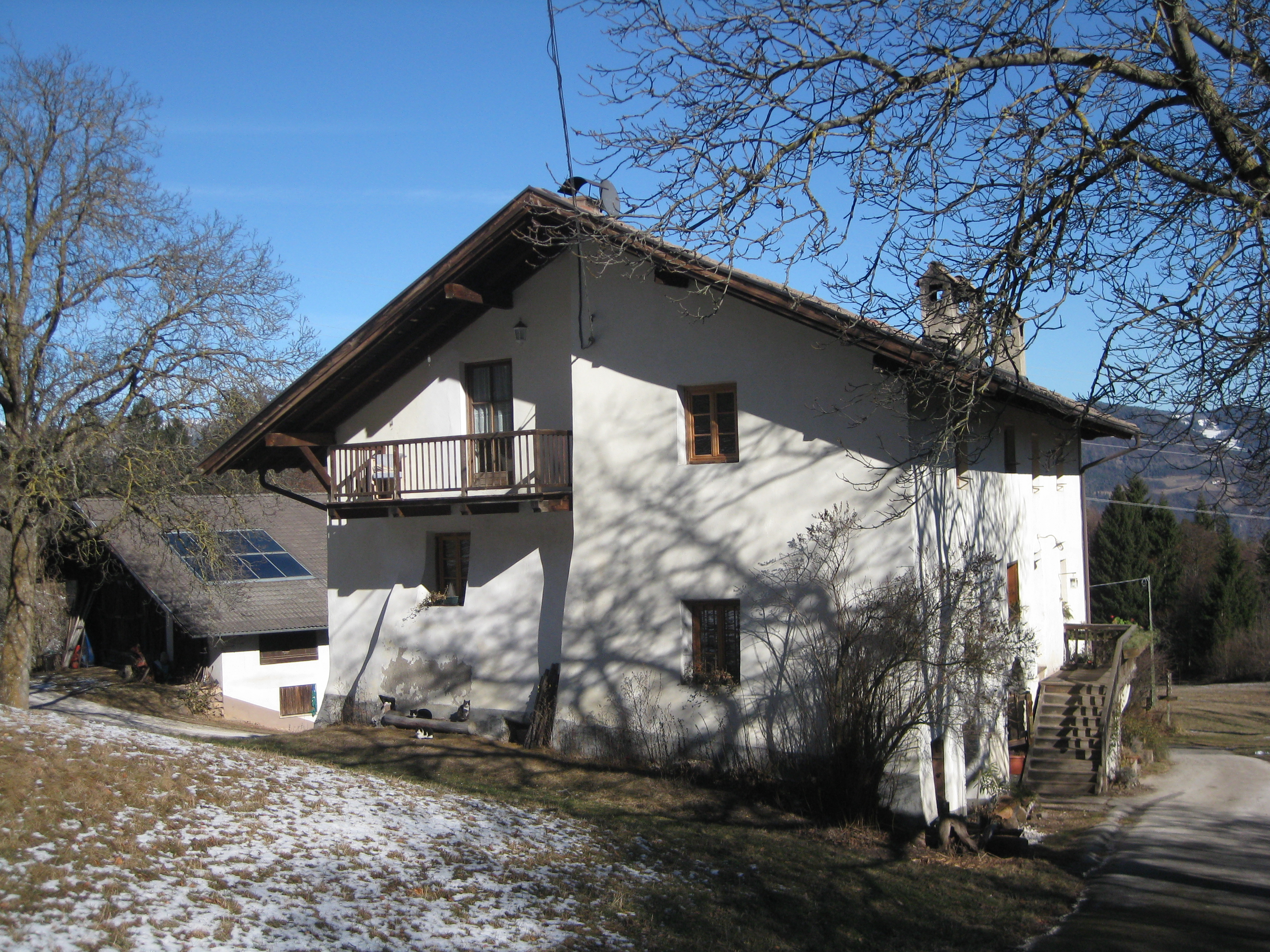
Der denkmalgeschützte Hof Mair bzw. Moar in Gaid

Gaid wird ersturkundlich im Jahr 1334 in Aufzeichnungen des Heiliggeistspitals Bozen als Gaude genannt.

## Sehenswürdigkeiten

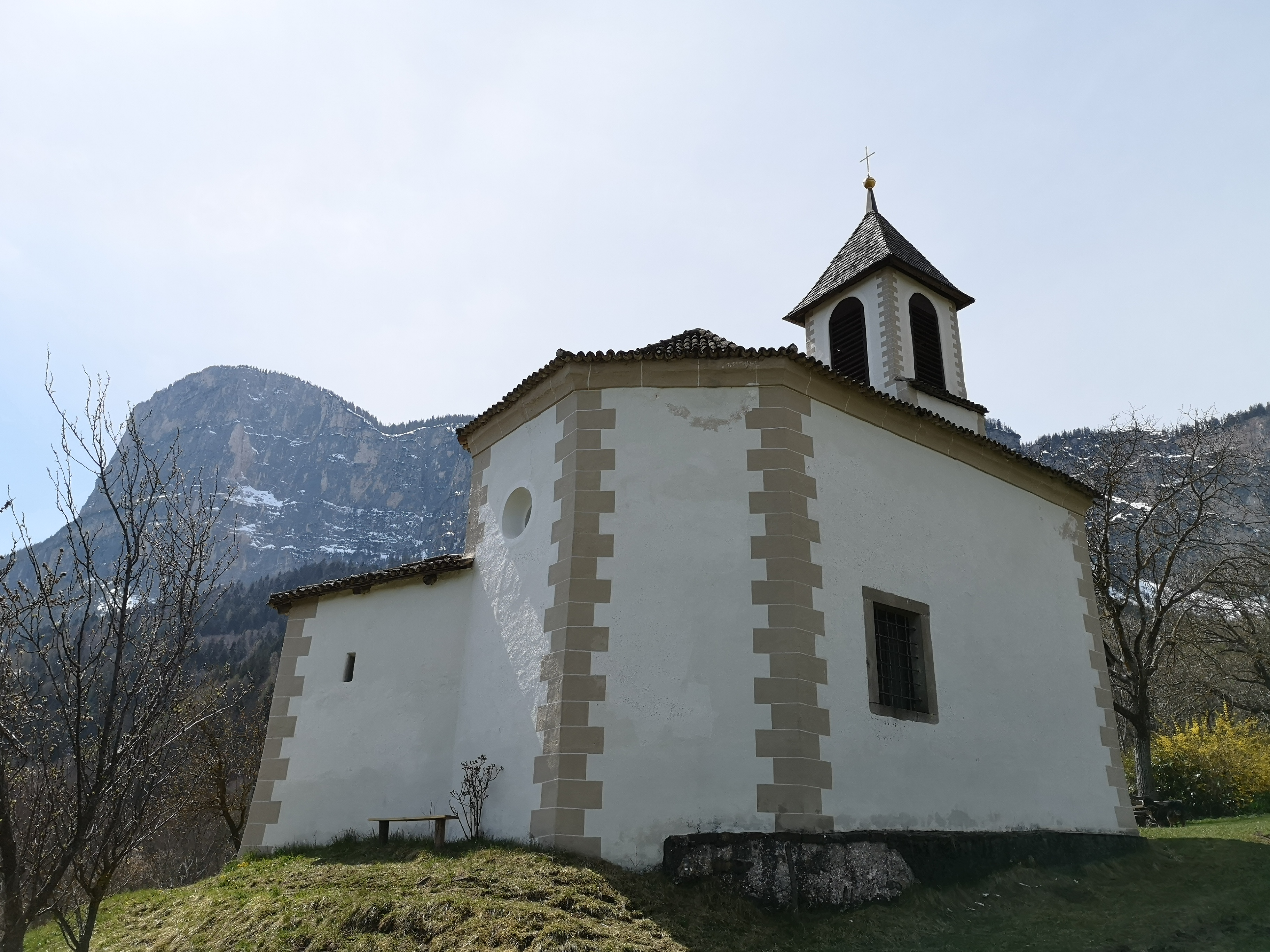
Die 14-Nothelfer-Kapelle in Gaid von Nordosten gegen den Gantkofel

Die Wallfahrtskirche zu den Vierzehn Nothelfern (zur Pfarrei Perdonig gehörend) wurde 1638 von dem aus Eppan stammenden Eustach Franzin von Zinnenberg errichtet. Die Kirche mit Dachreiter besitzt einen barocken Hochaltar mit einem Altarbild, das die 14 Hl. Nothelfer und den Stifter zeigt. Ebenfalls erhalten sind zwei meisterhafte Ölgemälde des gegeißelten Christus und der Maria mit Kind, sowie Votivtafeln, 14 Stationen, Statuen von Heiligen und die kunstvoll gestaltete Eingangstür.
Der Platz vor der Kirche steht zusammen mit der Kirche und dem Moarhof unter Ensembleschutz. Unterhalb von Gaid stand die Burg Festenstein, von der nur mehr der Bergfried erhalten geblieben ist.
Die Kirche, die Burgruine und die Höfe Tratter, Tinner, Saltner und Mair (Moar) sind als Baudenkmäler ausgewiesen worden.
Mehrere Wanderwege führen auf den Gantkofel, nach Andrian und nach Nals.